# Amt Malchow
Związek Gmin Malchow (niem. Amt Malchow) – niemiecki związek gmin leżący w kraju związkowym Meklemburgia-Pomorze Przednie, w powiecie Mecklenburgische Seenplatte. Siedziba związku znajduje się w mieście Malchow.
W skład związku wchodzi osiem gmin:
1. Alt Schwerin
2. Fünfseen
3. Göhren-Lebbin
4. Malchow
5. Nossentiner Hütte
6. Silz
7. Walow
8. Zislow

## Zmiany administracyjne
- 1 stycznia 2024
  - przyłączenie gminy Penkow do gminy Göhren-Lebbin